# Иридоэктомия
Иридоэктомия, также известная под именами хирургическая иридоэктомия или корректирующая иридоэктомия, является процедурой хирургического удаления части радужной оболочки. Эти процедуры чаще всего используются при лечении закрытоугольной глаукомы и меланомы радужной оболочки.

## Сравнение с Nd: YAG лазерной иридотомией
В случаях острой формы закрытоугольной глаукомы, хирургическую иридоэктомию целесообразно заменить Nd: YAG лазерной иридотомией, потому что лазерная процедура гораздо безопаснее. Вскрытие глазного яблока для хирургической иридоэктомии у пациента с высоким внутриглазным давлением значительно увеличивает риск супрахориоидального кровоизлияния, и потенциально связанного с ним експульсивного кровоизлияния. Nd: YAG лазерная иридотомия позволяет избежать такой неприятности, делая лазерным лучом отверстие в радужной оболочке, что облегчает перемещение водянистой влаги из задней в переднюю камеру глаза.

## Текущие показания
Хирургическая иридоэктомия обычно бывает показана и осуществляется в следующих случаях:
- Хирургия катаракты при наличии глаукомы у пациента
- Комбинированная процедура хирургии катаракты и глаукомы
- Острая закрытоугольная глаукома
- Ущербность задней слезной капсулы c стекловидным телом
- Имплантация в переднюю камеру ИОЛ.
- Витреоретинальные процедуры с применением инъекции силиконового масла. Расположение сектора иридоэктомии в таких случаях находится в районе 6 часов, в отличие от обычной иридоэктомии, когда сектор находится в пределах от 11 до 1 часа, по причине меньшей плотности силиконового масла относительно воды.
- Травма радужной оболочки.

## Типы
- Противовоспалительная иридоэктомия — хирургическое удаление части радужной оболочки для снижения внутриглазного давления при наличии внутриглазных воспалительных процессов.[1]
- Базальная иридоэктомия — иридоэктомия корня радужной оболочки (основания).[1]
- Оптическая иридоэктомия — хирургическое удаление части радужки для увеличичения существующего зрачка, или для образования искусственного зрачка, когда естественный зрачок не эффективен.[1]
- Периферическая иридоэктомия — хирургическое удаление части радужки в области её корня, оставляя границу зрачка и сфинктер зрачка нетронутыми.[1] Она используется при лечении глаукомы.[2]
- Предварительная иридоэктомия , или подготовительная иридоэктомия — хирургическое удаление части радужки перед экстракцией катаракты .[1] Это облегчает удаление хрусталика, поражённого катарактой.[2]
- Секторная иридоэктомия , также известная под именами полная иридоэктомия или общая иридоэктомия, — хирургическое удаление полной радиальной секции радужной оболочки, простирающихся от края зрачка к корню радужной оболочки.[1], оставляя замочную скважину после удаления клиновидной секции части радужной оболочки.[3]
- Суженная(стенопическая) иридоэктомия — хирургическое удаление узкой щели или незначительной части радужной оболочки, оставляя сфинктер зрачка нетронутым.[1]
- Терапевтическая иридоэктомия — хирургическое удаление части радужной оболочки для лечения или профилактики глазных заболеваний.[1]